# Jean-Adolphe Beaucé

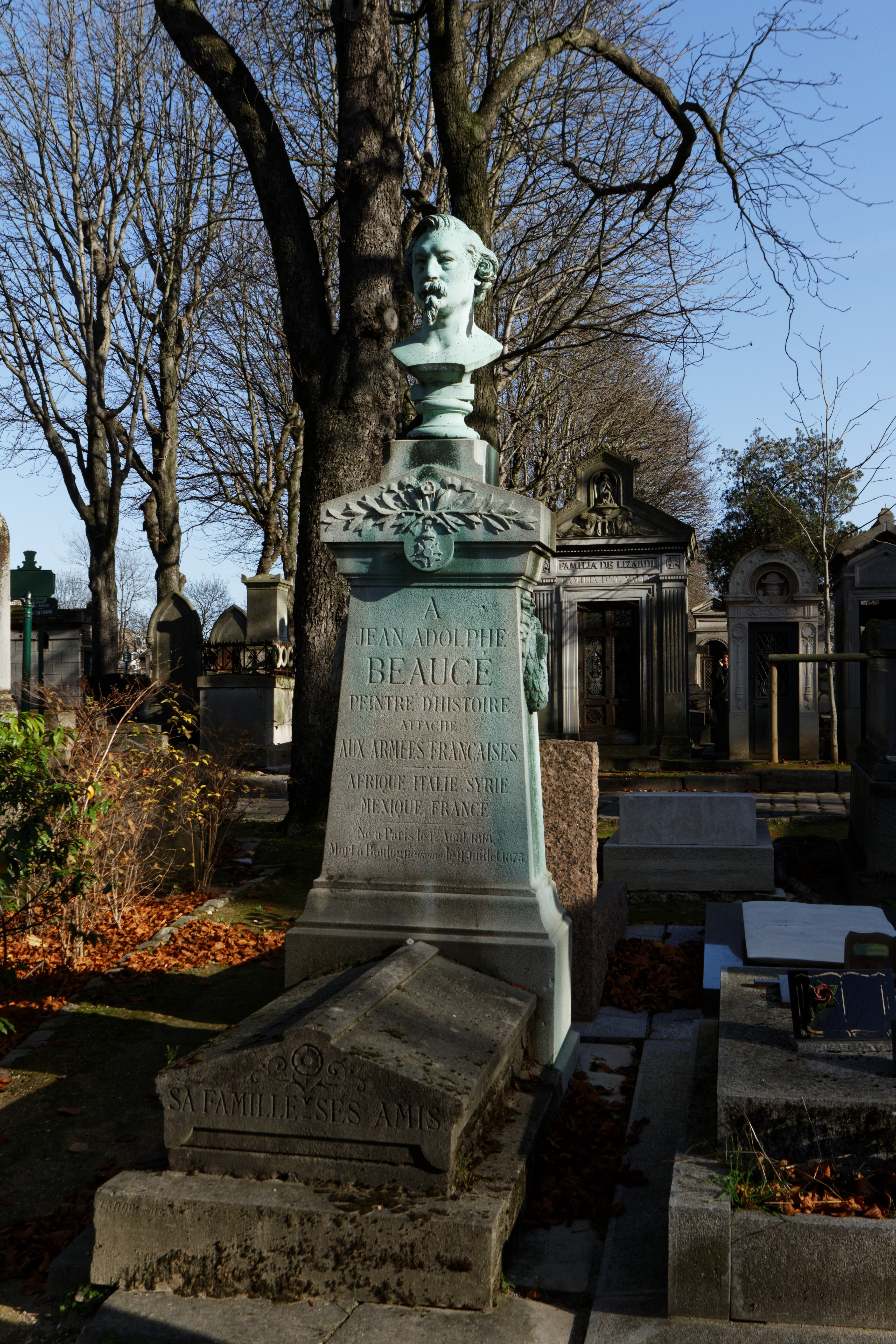
Monumento a la tumba de Beaucé

Jean-Adolphe Beaucé (2 de agosto de 1818 - 13 de julio de 1875) fue un pintor francés de escenas de batalla y ilustrador de obras literarias.
Nacido en París, siguió al ejército francés en campaña desde 1843 en adelante en el norte de África, Oriente Medio y México. También pintó retratos de figuras militares y produjo ilustraciones para varias obras de Alejandro Dumas padre como Los Tres Mosqueteros, El vizconde de Bragelonne y El conde de Montecristo. Murió en el suburbio parisino de Boulogne-Billancourt y está enterrado en la 49a división del cementerio de Père-Lachaise en París. 

## Obras en colecciones públicas.
- Compiègne, castillo de Compiègne  : General Niel en la Batalla de Solférino, marouflage sobre lienzo
- L'Isle-Adam, museo Louis Senlecq   : François Louis de Bourbon Prince de Conty mirando una escena de batalla,
- Narbona, museo de arte y historia: Defensa heroica del capitán Lelièvre en Mazagran, óleo sobre panel
- Pau, museo de bellas artes: Retrato del mariscal Bosquet
- Troyes, museo Saint-Loup: Napoleón en el puente de Arcis-sur-Aube, óleo sobre lienzo
- Versalles, el castillo de Versalles

## Ilustraciones

### Alejandro Dumas
- Les Trois mousquetaires, Paris, Lecrivain et Toubon, 1875
- Vingt ans après, Paris, Lecrivain et Toubon, 1885
- Les Qurantes-cinq, Paris, Calmann Lévy, 154 p.
- Le Comte de Monte-Christo, Paris, Lecrivain et Toubon, 1860, 159 p.
- Le Vicomte de Bragelonne, Paris, Marescq, 1875, 479 p.
- Le Trou de l'enfer, Paris, Marescq et Cie, 1855, 154 p.
- La Dame de Monsoreau, Paris, Librairie illustrée, 1875, 560 p.
- Le Chevelier d'Harmental, Paris, Marescq, 1854
- Quinze jours au Sinaï, Paris, Marescq, 1838

### Otro
- Alain-René Lesage, Le Diable boîteux, Paris, G. Havard, 1849
- Eugène de Mirecourt, Confessions de Marion Delorme, París, V. Bunel, 1876, 840 p.
- Ann Radcliffe, Los Misterios de Udolfo, París, Marescq et Cie, 1869, 96 p.
- Eugène Sue, Jean Bart y Louis XIV : drames maritimes du XVIIe siècle, París, Marescq et Cie, 1851, 490 p.
- Eugène Sue, Les Mystères de Paris, París, [sn], 1851, 384 p.
- Victor Hugo, Bug-Jargal, Paris, J. Hetzel, 1876
- Victor Hugo, Angelo, tyran de Padoue, 1866
- Victor Hugo, Les Burgraves, París, J. Hetzel, 48 p.
- Victor Hugo, Le Rhin, Paris, J. Hetzel, 1867

## Galería

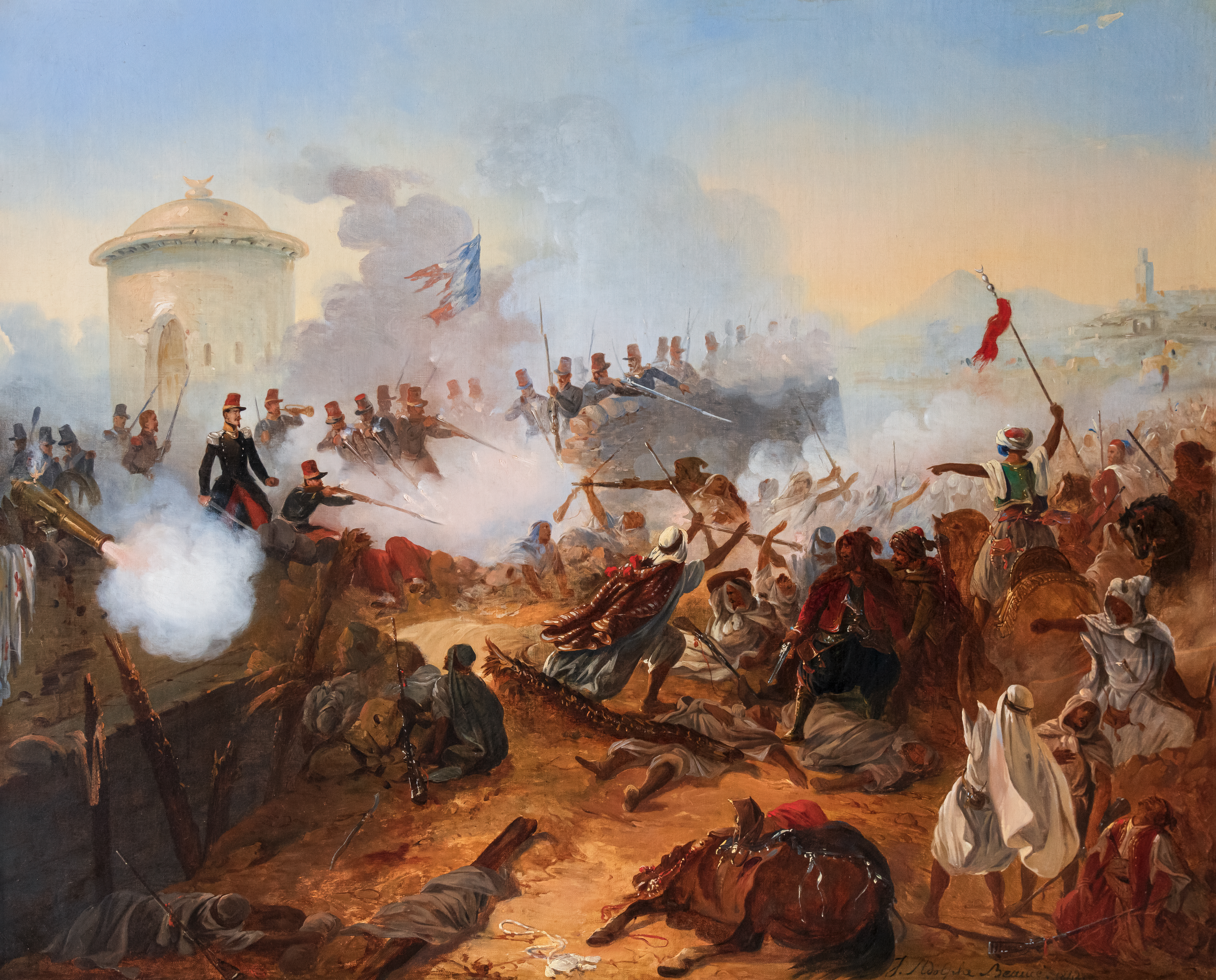
Defensa heroica del capitán Lelièvre en Mazagran, Narbona
Achille-Francois Bazaine, Mariscal de Francia (1811-1888), castillo de Versalles
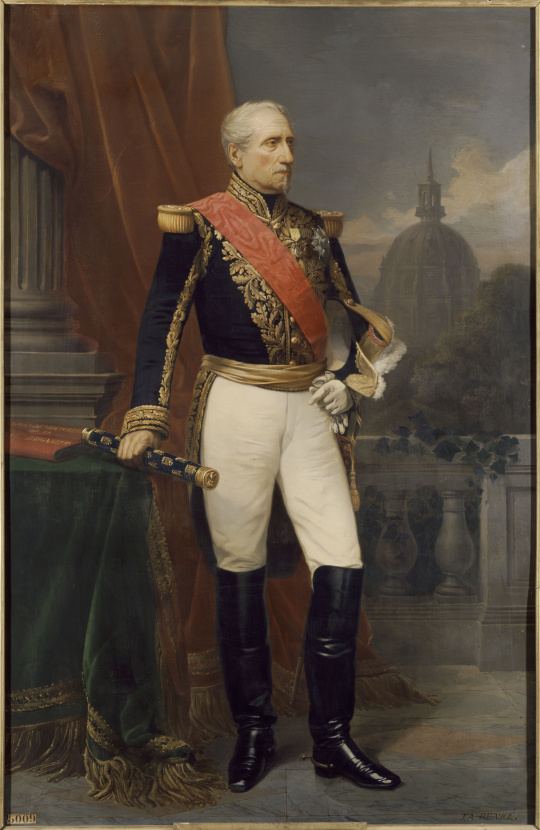
Philippe Antoine, conde de Ornano, mariscal de Francia (1784-1863), castillo de Versalles
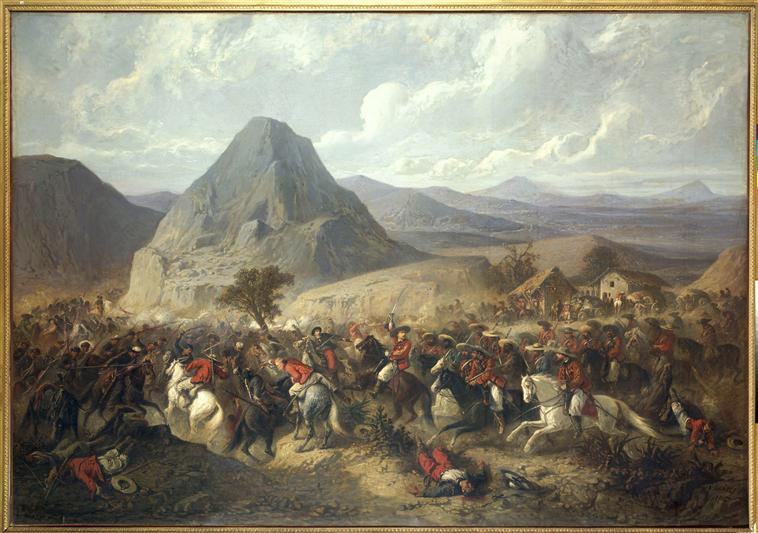
Batalla de Hierba-Buena, Musée de l'Armée, París